# امپراتوری کهکشانی (جنگ ستارگان)
امپراتوری کهکشانی که اغلب با عنوان امپراتوری شناخته می‌شود، یک حکومت استبدادی تخیلی در مجموعهٔ جنگ ستارگان است. این حکومت اولین بار در سال ۱۹۷۷ در فیلم جنگ ستارگان معرفی شد و در دو دنباله آن به نام‌های امپراتوری ضربه می‌زند (۱۹۸۰) و بازگشت جدای (۱۹۸۳) نیز ظاهر شد و گروه اصلی ضدقهرمانی در سه‌گانهٔ اصلی است. در زمان وقوع حوادث سه‌گانهٔ دنباله که سه دهه پس از حوادث سه‌گانهٔ اصلی رخ می‌دهد، دولت سقوط کرده‌است و به عنوان امپراتوری قدیم شناخته می‌شود. ریشه‌های شکل‌گیری امپراتوری در فیلم پیش‌درآمد جنگ ستارگان: اپیزود سوم: انتقام سیت به تصویر کشیده شده که طی آن با نقشه‌های پالپاتین که در آن زمان صدراعظم جمهوری بود، امپراتوری پس از جنگ کلون‌ها جایگزین جمهوری کهکشان می‌شود. پالپاتین همچنین به‌طور مخفیانه لرد سیت با نام دارت سیدیوس است که قصد دارد همهٔ جدایها را نابود کرده و قدرت را در کهکشان به سیت بازگرداند. در طول زندگی پالپاتین، تنها افراد معدودی از هویت سیت وی آگاه هستند. پالپاتین ادعا می‌کند که جدای‌ها سعی کرده‌اند او را ترور کرده و سنای کهکشان را براندازند و اعلام می‌کند جدای‌ها مرتکب خیانت شده‌اند. او اعلام می‌کند که جنگ داخلی با جدایی‌طلبان و نیز کودتای جدای‌ها باعث شده جمهوری نیاز به سازماندهی مجدد داشته باشد و تبدیل به حکومتی شود که بتواند ثبات، و جامعه‌ای امن و ایمن مهیا کند، یعنی امپراتوری کهکشان به رهبری خود او در قامت امپراتور. سنا که شدیداً توسط پالپاتین دستکاری شده، از تصمیم او حمایت می‌کند.
امپراتور پالپاتین به کشتار جدای‌ها، که حافظ صلح و عدالت در جمهوری بوده‌اند، ادامه می‌دهد و با آزادسازی لردهای سیت جای آن‌ها را پر می‌کند. اگرچه سیت بودن پالپاتین برای غالب مردم یک راز باقی می‌ماند، شاگرد او دارت ویدر لرد سیتی است که در نظر عموم کهکشان به عنوان متحد پالپاتین شناخته شده که در حال خدمت به امپراتوری برای پاکسازی کهکشان از جدای‌هاست. در زمان اپیزود چهارم: امیدی تازه امپراتوری به یک رژیم کاملاً تمامیت‌خواه تبدیل شده‌است که ائتلاف شورشیان به مبارزه با آن برخاسته است.

## شکل گیری
هزاران سال پس از شکست سیت ها از جدای ها و تشکیل جمهوری کهکشان مسئله مالیات بر راه ها در جمهوری که اکنون توسط سناتور های ضعیف و جدای های مغرور به نظامی ناکارآمد تبدیل شده تبدیل به جرقه ای برای جدایی طلب ها که توسط لرد سیت مرموزی به نام دارث سیدیوس تغذیه می شوند شده است و مرکز این اختلاف سیاره ای به نام نابو است که در نهایت موجب درگیری مستقیم جدای ها و سیت ها پس از هزاران سال می شود که در این درگیری کوی گان جین شوالیه جدای و دارث ماول لرد سیت کشته می شوند.پس از سال ها و قدرت گرفتن دوباره جدایی طلب ها به رهبری کنت دوکو که موجب مداخله مستقیم جدای ها و در نهایت شروع نبرد کلون ها می شود اوج ناکارآمدی نظام جمهوری آشکار می شود و سنای جمهوری با افزایش روز به روز قدرت های صدراعظم پالپاتین سعی در جلوگیری از تجزیه جمهوری می کند.در یک حمله غافلگیر کننده نیروهای جدایی طلب به کوروسانت پایتخت جمهوری حمله می کنند و صدراعظم جمهوری شیو پالپاتین را به گروگان می گیرند اما در نهایت با مداخله جدای ها و کشته شدن کنت دوکو جدایی طلب ها عقب نشینی می کنند.در گذر زمان رابطه جدای ها و صدراعظم پالپاتین روبه تیرگی می رود و در نهایت پالپاتین برای یکی از جدای ها(آناکین اسکای واکر)فاش می کند که او همان دارث سیدیوس است و پشت سر تمام اتفاقات قرار دارد.در نهایت با توطئه پالپاتین و فریب خوردن جدای ها و خیانت آناکین اسکای واکر به آن ها صدراعظم دستور کشتن تمام جدای ها را به جرم توطئه علیه جمهوری می دهد و سپس خود به سنا رفته و نمایندگان تطمیع شده و طرفدار خود را مجبور به رای دادن به تغییر جمهوری و تبدیل آن به امپراتوری می کند.

## جانشین
پس از نابودی دومین ستارهٔ مرگ، بقایای امپراتوری به چند فرقهٔ انشعابی تجزیه شده‌است. محفل یکم یکی از این گروه‌ها به رهبری افسران سابق امپراتوری است که به اصول و ضوابط دولت امپراتوری پایبندند. در فیلم نیرو برمی‌خیزد، آن‌ها در کهکشان تبدیل به یک جناح عمده می‌شوند و گروه بازسازی‌شدهٔ ائتلاف شورشیان به نام «نهضت مقاومت» رودرروی آن‌هاست.